# 小粉褶包
小粉褶包（学名：Richoniella pumila）是属于伞菌目粉褶菌科粉褶包属的一种担子菌。该种分布于中国、新西兰、欧洲、北美洲等地。